# Simit

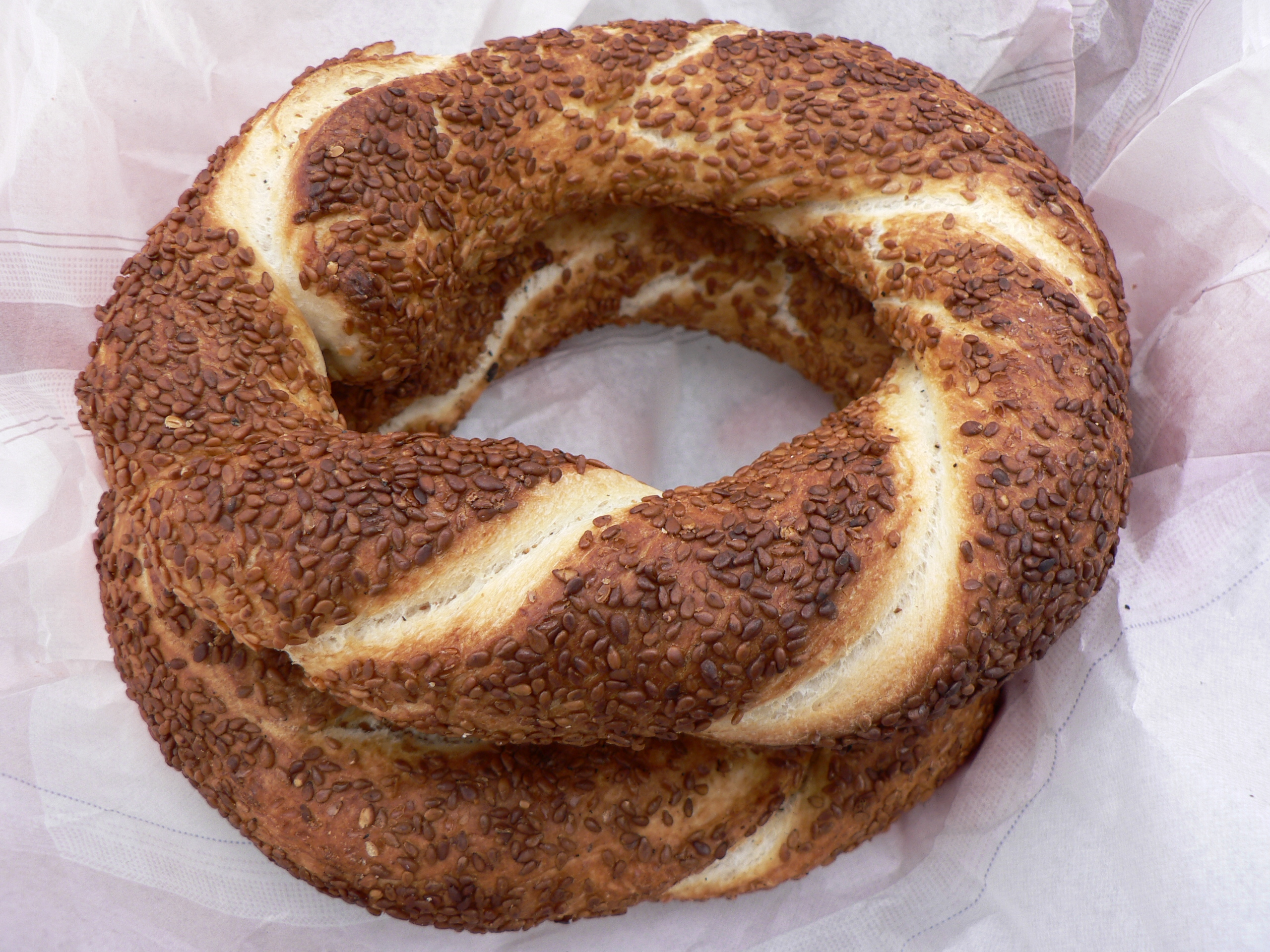
Dos simits

El simit o gevrek (en turc), koulouri (en grec: κουλούρι) o covrig (en romanès) és un pa circular (amb forma toroïdal) que es decora amb llavors de sèsam. És un pa molt comú a Turquia, Grècia i als Balcans. Les característiques del simit (mida, cruixent, etc.) poden variar d'una regió a una altra. A la ciutat d'Esmirna, el simit és conegut com a gevrek, (literalment, cruixent) malgrat ser una varietat coneguda a Istanbul.
El simit s'acostuma a menjar sol, tanmateix a l'esmorzar es pot acompanyar amb melmelada o formatge. El simit o koulouri se sol vendre a parades del carrer que tenen un carretó amb diversos simit.

## A Romania
Una llegenda explica que els covrigi (plural de covrig en romanès) van arribar a la ciutat de Buzău, d'on en són molt coneguts, cap al 1800 portats per mercaders grecs.
L'any 2014 estaven registrades fins a 4.000 botigues de covrigi a tota Romania, 480de les quals només a Bucarest, amb uns beneficis de 160 milions d'euros a l'any.

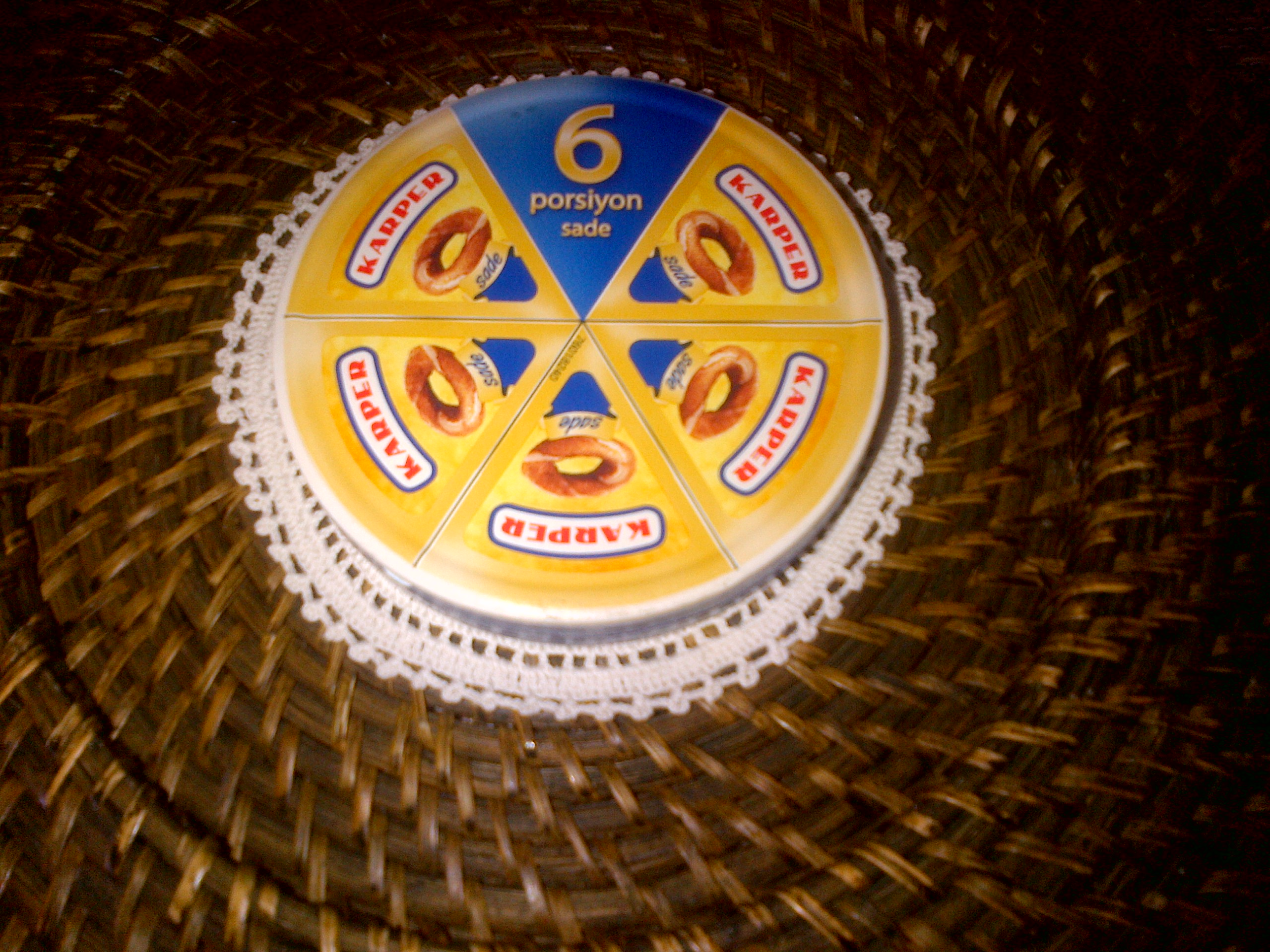
«Karper», un formatge suau, gairebé cremós, i empaquetat en trianglets individuals, és el millor aliat del simit com a menjar de carrer a Turquia. (Vegeu les imatges de simit a la tapa del paquet de formatge.)